# Гіоня
Гіоня (рум. Ghionea) — село у повіті Джурджу в Румунії. Входить до складу комуни Улмі.
Село розташоване на відстані 23 км на захід від Бухареста, 66 км на північ від Джурджу, 131 км на південь від Брашова.

## Населення
За даними перепису населення 2002 року у селі проживали 556 осіб, усі — румуни. Усі жителі села рідною мовою назвали румунську.